# Kettle Creek
Kettle Creek est un affluent de la rivière West Branch Susquehanna (en) qui traverse les comtés de Tioga, Potter et Clinton en Pennsylvanie.
Long d'un peu moins de 69 kilomètres, il coule notamment dans le parc d'État de Kettle Creek et le parc d'État d'Ole Bull (en).
L'embouchure de Kettle Creek est à 230.587 kilomètres en amont de l'embouchure de West Branch Susquehanna River.

## Bassin versant
Le bassin versant de Kettle Creek s'étend sur 630 km2 à travers le Comté de Clinton, le Comté de Potter, le Comté de Tioga (Pennsylvanie), et le Comté de Cameron,.
Hammersley Fork, Cross Fork, Little Kettle Creek, Twomile Run, et Germania Branch sont affluents de Kettle Creek.

## Biologie
8 % des « Class A Wild Trout Waters » font partie du bassin versant de Kettle Creek. 108 kilomètres des "Class A Wild Trout Waters" font partie du bassin versant de la rivière.